# 三島通義
三島 通義（みしま みちよし、1965年 - ）は、日本のプロレス団体相談役、元ニッポン放送のラジオディレクター、報道記者。高祖父は元警視総監、華族の三島通庸。曽祖父は元日銀総裁の三島彌太郎。実妹はフリーアナウンサーで元福井テレビの三島美佳子、妹婿（妹の夫）はボートレーサーの川崎智幸。川﨑皇輝、川﨑星輝は甥。

## 来歴
東京都渋谷区出身。父の三島通洋は子爵三島弥太郎の二男・通隆の子で、日産阪神サービスセンター社長。学習院幼稚園、学習院初等科、学習院中・高等科を経て、1988年3月に学習院大学経済学部を卒業。同年4月、ニッポン放送に入社。
学習院初等科から大学迄の御学友、同級生が、秋篠宮文仁親王、能楽師の九世 野村万蔵、俳優の柴田光太郎、黒田清子の夫である東京都職員の黒田慶樹である。また、実妹の美佳子の御学友が川嶋紀子である。
入社以後、編成局製作部に所属し、番組ディレクターとしてラジオ番組のディレクションを担当。その後、営業部に異動しイベントのプロデュースを担当。2006年4月人事にて編成局報道部に異動。報道記者として、主に警視庁クラブキャップ・消防庁の取材を担当。最初の報道部異動の警視庁担当時、地下鉄サリン事件等のオウム真理教のテロ事件取材で、山梨県西八代郡上九一色村に詰めて取材していた。都合3回報道部に所属し、2012年ロンドンオリンピックでは同じ報道部所属のアナウンサーである山本剛士と共に現地に派遣され、ニッポン放送の各番組の中で随時ロンドンオリンピック情報を発信するコーナーへも出演した。
その後、報道部から秘書室を都合2度に異動し、2度目所属時は東京国際映画祭事務局兼務となり、最後の報道部以後は営業促進部、NRN事務局、2019年7月付人事でコンテンツビジネス局メディアプロデュース部に所属。
2020年3月31日付を持って同社の早期退職者制度を用いて、ニッポン放送を退職。同年4月1日付で、女子プロレス団体のアイスリボンを運営している事業会社有限会社ネオプラスに転職した事を自身のTwitterアカウントのツイートで報告している。
2022年12月27日、ガンバレ☆プロレスの相談役に就任。
2024年4月1日、株式会社CyberFightからガンバレ☆プロレス独立に伴い、代表取締役に就任。

## 人物
- 小学生4年時にテレビのプロレス中継でジャイアント馬場を初めて見て以来、ずっとプロレスマニアであり、ニッポン放送在職中から維新力浩司が主催する自主興行である「どすこいプロレス」に運営側として手伝いをしており、リングアナウンサーとしてマットに上がったり、DDTの立上げ15周年記念興行後押しとして、ニッポン放送の事業として載せた経験もある[9]。また、ニッポン放送早期退職時も宛も無かったがプロレス関係の仕事をするつもりであった処、アイスリボンの取締役兼選手である藤本つかさに退職挨拶をした際に就職の伝手の紹介依頼して、とんとん拍子に決まったためである[2]。
- ニッポン放送在籍中の2006年から五代目 坂東亀三郞等と立上げた異業種交流ユニット「unit BAR-th」で3公演程、役者として舞台で演技もしていた
- マラソンが趣味で東京マラソンも過去数回エントリーし、完走を果たしている。

## 出演番組
ニュースデスクとして
- 垣花正のあなたとハッピー!（火曜10時台）
- 高田文夫のラジオビバリー昼ズ（火曜）

### その他

#### 舞台
全て「unit BAR-th」での講演
- BENTEN DE 弁天
- DRESSING ROOM
- KOWAI

## 制作番組

### 過去
- 森永卓郎と垣花正の朝はニッポン一番ノリ!（水曜日）
- うえやなぎまさひこのサプライズ!（水曜日）
- 笑顔満開!ひでたけ・のりこの大吉ラジオ
- 笑顔満開!ひでたけ・よしこの大吉ラジオ
- POCARI SWEAT presentsSHOGOのオールナイトニッポン
- キンキラKinKiワールド
- TEENS' MUSIC WAVE
- 赤坂泰彦のサタデーリクエストバトル
- 上柳昌彦のお早うGoodDay!
- 高橋克実と山瀬まみ おしゃべりキャッチミー
- 徳光和夫 とくモリ!歌謡サタデー
- 上柳昌彦 ごごばん!（不定期）
- 高嶋ひでたけのあさラジ!

### その他

#### 舞台
- HERO730 LIVE STAGE 2002 「コンビニスペクタルお弁当温めますか?」 - 2002年6月3 - 9日
- HERO730 LIVE STAGE 2003 「Marriage Swindlers結婚詐欺株式会社」 - 2003年2月20 - 23日
- Girls Musical Team 東京メッツ
- 海の上のピアニスト - 2003年6月5 - 15日
- ドント・トラスト・オーバー30 （ニッポン放送プロデューサー）- 2003年5月24日 - 6月22日
- 俺達は天使じゃないよ パンチラインブルース（演出） - 2004年